# Dala-Järna Windsurfing Klubb
Dala-Järna Windsurfing Klubb - DJWSK grundades i början av 1980-talet av ett gäng unga entusiaster. Tack vare det stora intresset för vindsurfning i Dala-Järna under 1980-talet och början på 1990-talet lever klubben fortfarande och en ny generation har nu tagit över.
Klubben har ansvaret för sjön Gensen och dess badplats, lokaliserad strax öster om Dala-Järna.
Under 1990-talet genomfördes några större evenemang av klubben. Så kallade vattensportdagar där man bland annat kunde prova på diverse olika vattensporter och se på när lokala idrottsförmågor såsom Gunde Svan och Sven-Erik Danielsson tävlade tillsammans med de lokala idrottsföreningarna.